# Kunbaja
Kunbaja es un pueblo húngaro del distrito de Bácsalmás en el condado de Bács-Kiskun, con una población en 2013 de 1562 habitantes.
Fue fundado después de la batalla de Mohács y sus primeros habitantes fueron probablemente serbios. Se conoce su existencia desde 1580.
Se encuentra ubicado al sureste de la capital distrital Bácsalmás, en la frontera con Serbia.